# Ananias Leki Dago
Pour les articles homonymes, voir Dago.
Ananias Leki Dago (né en 1970) est un photographe ivoirien.
Figure importante[réf. nécessaire] de l'Art contemporain africain, il expose à l'étranger, comme ce fut le cas en 2005 au Blanc-Mesnil en France.
Leki Dago est lauréat du prix Kodak de la critique photographique en 2004 (29e édition), pour sa photo Train du Négus.
En 2008, il est l'un des deux lauréats retenus dans le programme Visas pour la Création du ministère français des Affaires étrangères et travaillera sur le thème des animaux avec L'Œil en cascade.

## Formation
Ananias Leki Dago est diplômé de l'Institut National Supérieur de l'Action et de l'Animation Culturelle d'Abidjan, Côte d'Ivoire.

## Filmographie
- Ysasu: La Mode dans la rue André del Sarte (2007), réalisation de Yvonne Michele Anderson (Ruth Rachel Anderson-Avraham) (Photographies / Still Photographer)
- Nous sommes (2007; dist. 2012) (Photographies)
- Ananias Léki Dago - Photographe. (2016), réalisation de Sibylle Desjardins pour la Fondation Zinsou (Soi-même, Photographies)
- Je reste photographe, réalisation d'Ananias Leki Dago, documentaire sur le photographe ivoirien Paul Kodjo (en), sélectionné au FESPACO 2023, 67 min[1].

## Prix
- 2004 - Lauréat (Mentions), Prix Kodak de la critique photographique, Paris, France
- 2009 - Premier Prix, PhotoAfrica Context, Tarifa, Spain